# Fleta (bướm đêm)
Fleta  là một chi bướm đêm thuộc họ Noctuidae.

## Các loài
- Fleta belangeri Guérin-Méneville, 1834
- Fleta moorei Felder, 1874